# Àïxa al-Qurtubiyya
Àïxa bint Àhmad al-Qurtubiyya (àrab: عائِشَة بنت ٱحمد القُرْطُبِيَّة, ʿĀʾixa bint Aḥmad al-Qurṭubiyya), més coneguda simplement com a Àïxa o com Àïxa al-Qurtubiyya (morta a Qúrtuba, Àndalus, 1009) va ser una poeta del segle x, filla del poeta Ibn Hazm i que va escriure la majoria de la seva obra en àrab.

## Biografia
Probablement Àïxa va néixer a Qúrtuba i és considerada una famosa poetessa i cal·lígrafa andalusina. Poc es coneix de la seva vida i rerefons, encara que sembla clar que era germana de Muhàmmad b. Àhmad b. Qàdim (mort en 990). Altres fonts indiquen que era una princesa de Qúrtuba i que el nom complet del seu pare era Àhmad b. Muhàmmad b. Qàdim b. Ziyad. També que era la neboda del metge cordovès i poeta Abu-Abd-Al·lah b. Qàdim at-Ṭabib. Aparentment es va mantenir verge tota la seva vida i mai es va casar. La seva mort va arribar al principi de la Fitna de l'Àndalus, en 1009.
Ibn Hayyan, citat a la Sila d'Ibn Baixkuwal, lloa, entre altres qualitats, «la intel·ligència d'Àïxa, el seu coneixement de la literatura i la poesia i la seva eloqüència. La seva lletra era bella i acostumava a copiar del seu puny i lletra l'Alcorà (maṣāḥsi) i llibres seculars (dafàtir). Va mostrar un gran interès en les ciències (ilm), que la van portar a recollir llibres en el que es va convertir en una gran i bonica biblioteca.»

## Poesia
Les obres poètiques d'Àïxa són incloses en els escrits medievals de dones àrabs poetesses, conegudes per la seva vitalitat sorprenent, frescor, i agressiu atreviment. Els seus poemes eren sovint aplaudits a l'Acadèmia Reial, a Qúrtuba. Un de les obres més famoses és un poema en el que rebutja el matrimoni proposat per un poeta.
Un exemple de la seva escriptura és:
Una lleona soc

i mai em van agradar els cataus aliens,

i si hagués d'escollir algun

mai contestaria a un gos, jo

que tants cops vaig tancar les oïdes als lleons
Les seves obres incloïen panegírics adreçats als governants contemporanis. Un exemple conservat és un panegíric al hàjib al-Mudhàffar b. Abi-Àmir.

## Llegat
Àïxa va ser inclosa a la llista de musulmans notables a l'edició especial de Saudi Aramco World del 2002.
Àïxa és una de les figures presentades a la instal·lació de Judy Chicago, 'The Dinner Party, representada com un dels 999 noms a lHeritage Floor.